# Dorcadion toropovi
Dorcadion toropovi är en skalbaggsart som beskrevs av Aleksandr Sergeievich Danilevsky 1999. Dorcadion toropovi ingår i släktet Dorcadion och familjen långhorningar. Inga underarter finns listade i Catalogue of Life.